# Australia blanca

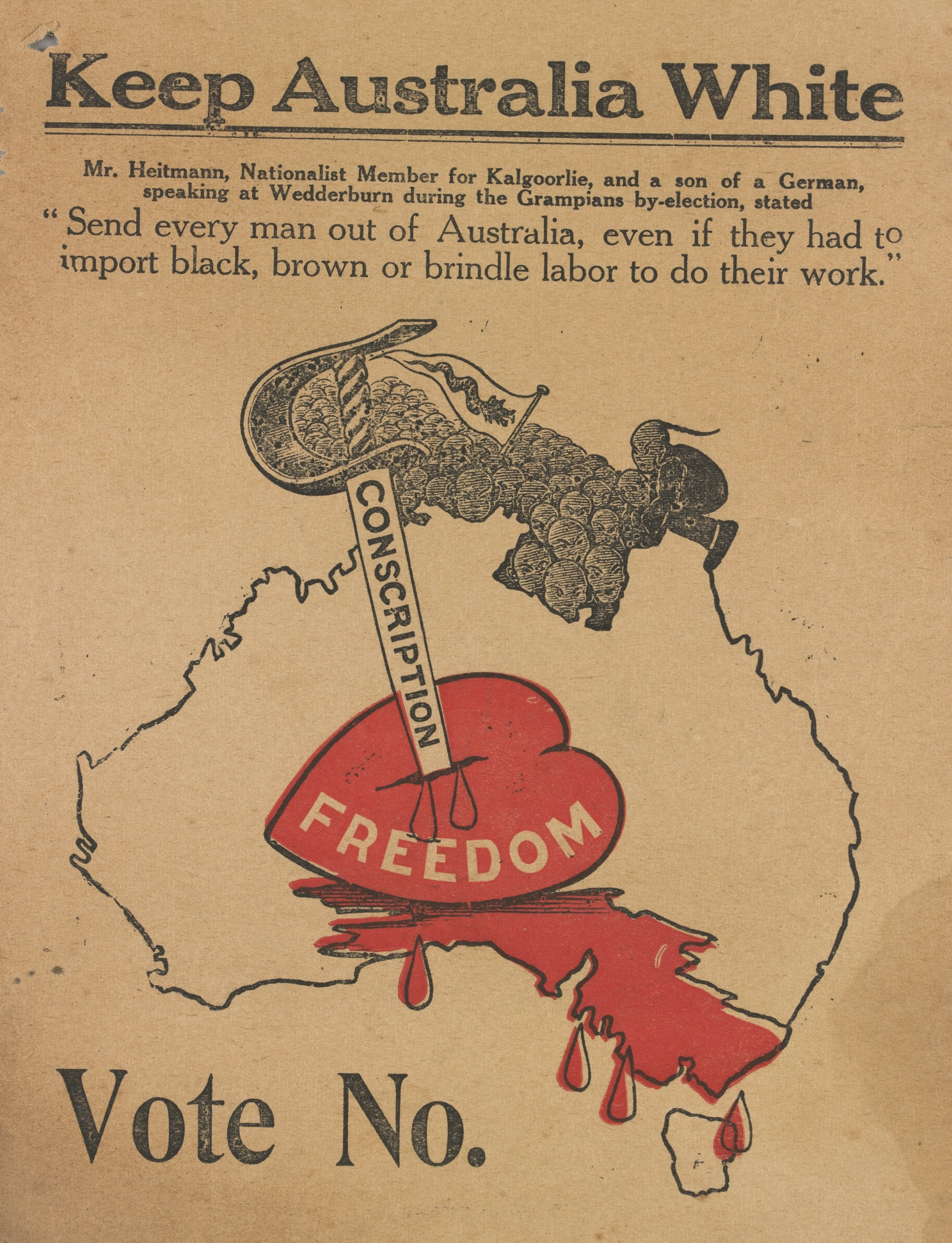
Cartel de Keep Australia White utilizado durante el referéndum de reclutamiento de 1917 en Australia. La campaña del "No" afirmó que los soldados reclutados enviados al extranjero serían reemplazados por mano de obra no blanca.

Australia blanca (o política blanca australiana) fue el nombre dado a la política oficial de los gobiernos y los principales partidos políticos en Australia basada en la exclusión de la migración de personas «no blancas» hacia la isla-continente y estipulada en la Ley de Restricciones de Inmigración de 1901. Varios aspectos oficiales de esta política fueron efectivos desde la década de 1880 hasta la de 1950, y algunos aspectos todavía permanecían en la ley australiana en los años 70. Aunque la expresión «Política de la Australia Blanca» nunca tuvo un uso oficial, fue común en el debate público durante este periodo.

## Orígenes de esta política
El origen de esta política de exclusión racial se remonta a los años de 1850, cuando un apreciable número de chinos inmigró a Australia durante la llamada «Fiebre del oro». La población anglosajona resintió la presencia china porque recortaba los precios de la mano de obra, y además porque sentía disgusto por las prácticas culturales de los chinos, lo cual condujo a protestas y desórdenes públicos debidos a problemas raciales. Como respuesta, las nuevas colonias introdujeron restricciones a la inmigración de origen asiático. En 1888, la inmigración asiática fue excluida de todas las colonias australianas; sin embargo aquellos asiáticos que ya estaban en Australia no fueron deportados. El primer ministro Edmund Barton declaró que la doctrina de la igualdad del hombre no se pensó para ser aplicada entre ingleses y chinos.
Otra causa de esta política fue la oposición a la utilización de fuerza laboral de Melanesia (conocidos despectivamente como «canacos») en las plantaciones de azúcar de Queensland. La justificación dada para la importación de canacos a Queensland estaba basada en la teoría, que especialistas médicos de esa época sostenían, de que los hombres europeos estaban fisiológicamente incapacitados para trabajar en el clima ardiente de los trópicos. Muchos canacos fueron traídos a Australia mediante un sistema de encomienda , para trabajar por periodos fijos a bajos salarios. Es probable que la disponibilidad de una fuerza de trabajo dócil y de bajo costo fuera la principal razón para la importación de los canacos. Existe también evidencia de que los canacos fueron trasladados a la fuerza desde sus lugares de origen mediante engaños y secuestro.
El deseo de eliminar esta práctica de tráfico humano y de prevenir la importación posterior de mano de obra no europea, fue uno de los principales motivos del movimiento federalista de los años de 1890. Cerca de 7000 isleños fueron deportados como consecuencia. Más adelante, el gobierno y los sindicatos de trabajadores lograron asegurar que solamente se permitiera la mano de obra blanca en los campos. La principal motivación de esta política fue la de mantener la pureza racial de Australia. «Estoy preparado para hacer todo lo que sea necesario para asegurar que Australia esté por siempre libre de la contaminación y la influencia degradante de las razas inferiores.» (Commonwealth Parliamentary Debates, 12 de septiembre de 1901, p. 4.845).
Los sindicatos de trabajadores y su partido político, el Partido Laborista Australiano, fueron los promotores de la Australia Blanca. Chris Watson, el líder del PL declaró: «La objeción que yo tengo hacia la mezcla de gente de color con las personas blancas de Australia —aunque debo admitir matizada en gran parte con consideraciones de una naturaleza industrial— yace en la posibilidad y probabilidad de contaminación racial.» Era ampliamente aceptado que la pureza racial era esencial para la estabilidad política. «La unidad de Australia no es nada, si no implica unidad racial. Una raza unida no solo significa que sus miembros se puedan entremezclar, casar y asociar entre ellos sin autodegradarse, sino que implica una raza inspirada por las mismas ideas...» (Alfred Deakin, Commonwealth Parliamentary Debates, 12 de septiembre de 1901, p. 4.807).

## Abolición
Con el nombre de «Plan Colombo» (1950), Australia empezó a admitir estudiantes asiáticos en las universidades del país. Esto significó un avance en el intento de romper con las actitudes racistas. En 1957, se empezó a otorgar la ciudadanía australiana a personas «no blancas» que residían en Australia desde hace más de 15 años. La Ley de Migración de 1958 abolió la prueba de dictado e introdujo un examen más simple.
Después de la revisión de la política de «no blancos» en marzo de 1966, el ministro de inmigración Hubert Opperman anunció que las solicitudes de inmigración serían aceptadas a personas altamente calificadas sobre la base de su autosostenibilidad como residentes, su habilidad para integrarse inmediatamente a la sociedad y que las calificaciones poseídas fueran de beneficio para Australia.
Al mismo tiempo, el gobierno liberal de Holt decidió que un determinado número de «residentes temporales» no europeos que no requerían abandonar Australia, pudiera convertirse en residentes permanentes y ciudadanos después de 5 años (lo mismo que se exigía a los europeos). La fecha efectiva que marca el final de la política de la Australia Blanca es 1973, cuando el gobierno laborista de Whitlam implementó una serie de reformas previniendo la afirmación de los aspectos raciales en las leyes de inmigración. Estas reformas determinaban que todos los inmigrantes, cualquiera fuera su origen, eran elegibles para obtener la ciudadanía después de tres años de residencia permanente, y además ratificó los acuerdos internacionales respecto a inmigración y raza. La Ley de Discriminación Racial de 1975 hizo que el uso de criterios raciales para cualquier propósito oficial fuera ilegal.
Pero fue solo hasta el momento en que el gobierno de Fraser en 1978 revisó la ley de inmigración cuando la selección de inmigrantes basada en sus países de origen fue totalmente eliminada de la política oficial.

## Legado
Hoy en día la defensa de la discriminación racial es abiertamente expresada por unas pequeñas minorías racistas, aunque indudablemente persiste en algunos sectores de la sociedad australiana el temor y el disgusto por los inmigrantes no europeos. En los últimos años, este sentimiento se ha acentuado hacia personas del Sur de Asia y del Medio Oriente o de religión musulmana. Muchos vieron en el éxito del partido Una Nación de Pauline Hanson en Queensland un síntoma de que la ideología de una Australia Blanca se estaba reafirmando.
El antiguo líder del Partido Laborista, Mark Latham, en su libro Los Diarios de Latham, 2005, se ha referido recientemente a la alianza militar y política ANZUS (Australia, Nueva Zelanda y Estados Unidos) como un legado de esa ideología para referirse a la alianza militar tripartita. Aunque en esta supuesta ideología, habría que excluir a Nueva Zelanda, un país neutral y opuesto a las políticas expansionistas, que ni siquiera tiene fuerza aérea, ni permite la presencia de los portaaviones y submarinos estadounidenses en sus aguas, por lo que está sometido a cierto tipo de "limitaciones" por parte del gobierno de los Estados Unidos de América.